# Миядзаки, Юрико
Юрико "Лили" Миядзаки (яп. 宮崎百合子 Миядзаки Юрико, род. 11 ноября 1995, Токио) — британская теннисистка, до марта 2022 года выступавшая за Японию. Победительница пятнадцати турниров ITF (из них 7 в одиночном разряде).

## Спортивная карьера
В 2019—2024 годах стала победительницей семи турниров ITF в одиночном разряде.
И в 2017—2023 годах стала победительницей ещё восьми турниров ITF в парном разряде.

### 2024
В начале июля 2024 года получила уайлд-кард и участвовала в основной сетке Уимблдонского турнира в одиночном разряде, где она в первом круге победила немку Тамару Корпач со счётом 6-2, 6-1, но во втором круге соревнований проиграла опытной россиянке Дарье Касаткиной со счётом 0-6, 0-6. Она также участвовала в парном разряде этого турнира, где вместе с соотечественницей Эмили Эпплтон в первом круге соревнований победила китайскую пару Ван Сиюй и Чжу Линь, но во втором круге проиграла паре Се Шувэй и Элизе Мертенс со счётом 1-6, 2-6.